# Classe Alfa
Alfa foi uma classe naval de torpedeiras de lança da Armada Imperial Brasileira adquiridos em 1883.

## Histórico e serviço
Os navios foram construídos no estaleiro Thornycroft em Cheswick, Inglaterra e incorporados a marinha imperial no ano de 1883. A classe Alfa era constituída pelas torpedeiras Alfa, Beta e Gama. Também compunham a Esquadra de Evoluções, um núcleo da Armada Imperial de seus melhores navios.